# Sunne
Sunne ist ein Ort (tätort) in der schwedischen Provinz Värmlands län und der historischen Provinz Värmland. Er ist der Hauptort der gleichnamigen Gemeinde.
Der Ort liegt am See Fryken an der Engstelle zwischen den Seen Mellan Fryken und Övre Fryken. Der Ortsname begründet sich auf die Lage an diesem Sund. Das zugehörige Fryksdal liegt parallel zum Tal des Klarälven, westlich von diesem.
Heute ist Sunne ein Touristenort, in dem vor allem auf den Wintersport Wert gelegt wird. Es gibt ein Skizentrum, das Värmlands größte Liftkapazität und Europas modernste Skilanglaufstation aufzuweisen hat. Im Fußball ist der IFK Sunne aktiv.

## Geschichte
Besiedelt ist das Gebiet um Sunne schon seit rund 5000 Jahren, im 17. Jahrhundert bildete sich ein Marktflecken.

## Sehenswürdigkeiten

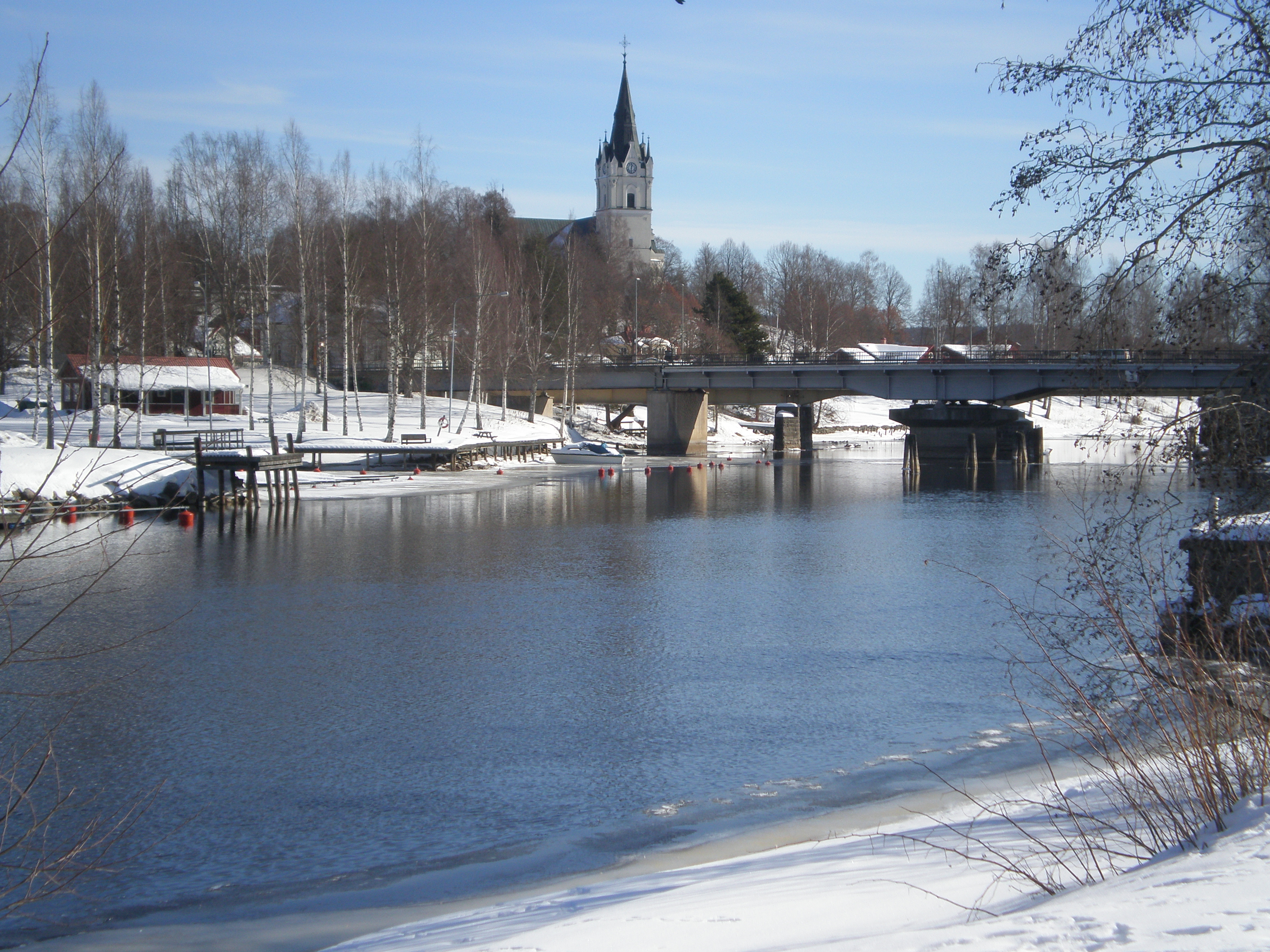
Kirche von Sunne über dem Sunnesund

Die Kirche von Sunne ist die größte Kirche Värmlands. Sie ist im 12. Jahrhundert zum ersten Mal belegt und wurde nach den drei Bränden in den Jahren 1333, 1699 sowie 1886 wieder aufgebaut. Das Taufbecken aus dem 12. Jahrhundert ist der älteste Gegenstand.
Die Kirche ist einer der Schauplätze in Göran Tunströms Roman „Solveigs Vermächtnis“ (Juloratoriet). Sein Vater war Priester und er selbst wuchs im gelben Haus südlich der Kirche auf.
In der Gemeinde Sunne liegt auch das Herrenhaus Mårbacka, der Geburtsort der schwedischen Schriftstellerin Selma Lagerlöf. Mårbacka diente Lagerlöf unter anderem als Vorlage für das kleine Herrenhaus in ihrem Roman Nils Holgersson. Heute ist das Herrenhaus ein Museum und eine der meistbesuchten Sehenswürdigkeiten Schwedens.

## Persönlichkeiten
- Pehr Wilhelm Wargentin (1717–1783), Astronom
- Selma Lagerlöf (1858–1940), Schriftstellerin
- Marie Robertson (* 1977), Theater- und Filmschauspielerin sowie Hörbuchinterpretin
- Joachim Nermark (* 1993), Eishockeyspieler
- Henrik Neubauer (* 1997), Eishockeyspieler
- Emil Nykvist (* 1997), Biathlet